# Better Days Comin'
Better Days Comin' è il sesto album in studio del gruppo musicale statunitense Winger, pubblicato il 21 aprile 2014 dalla Frontiers Records. 

## Tracce
Testi e musiche di Kip Winger e Reb Beach, eccetto dove indicato.
1. Midnight Driver of a Love Machine – 4:14
2. Queen Babylon – 4:31
3. Rat Race – 3:36
4. Better Days Comin' – 3:31
5. Tin Soldier – 3:49
6. Ever Wonder – 6:52 (Winger)
7. So Long China – 4:17 (Winger, Beach, John Roth)
8. Storm in Me – 4:42 (Winger, Beach, Roth)
9. Be Who You Are Now – 5:11 (Winger, Roth)
10. Another Beautiful Day – 3:14 (Winger, Beach, John Goodwin) – solo nell'edizione europea
11. Out of This World – 6:37

## Formazione

### Gruppo
- Kip Winger – voce, basso, chitarra acustica, tastiere
- Reb Beach – chitarra solista, cori
- John Roth – chitarra ritmica, cori
- Rod Morgenstein – batteria, cori
- Cenk Eroglu – tastiere

### Altri musicisti
- Marco Giovino – percussioni
- Paul Winger – cori aggiuntivi

### Produzione
- Kip Winger – produzione, ingegneria del suono, missaggio
- Dave Hoffis – ingegneria del suono (assistente)
- Paul Blakemore – mastering
- Andres Martinez – fotografie
- Pride Smith – copertina